# Municipio de Tranqueras
El municipio de Tranqueras es uno de los tres municipios del departamento de Rivera, Uruguay. Tiene su sede en la ciudad homónima.

## Ubicación
El municipio se encuentra localizado en la zona noroeste del departamento de Rivera.

## Historia

En verde el territorio que correspondía al municipio hasta el año 2015.

El municipio de Tranqueras fue creado por Ley Nº 18653 del 15 de marzo de 2010, en cumplimiento de la Ley Nº 18567 que disponía la creación de municipios en todas aquellas localidades con una población a partir de 2000 habitantes. En el momento de su creación le fue asignada la circunscripción electoral HCC del departamento de Rivera.
En 2013, el municipio solicitó la ampliación de su territorio, anexando al mismo los distritos electorales correspondientes a las circunscripciones HCD y HCG del departamento de Rivera. Dicha ampliación quedó efectivizada con la promulgación de la Ley Nº 19319 del 27 de marzo de 2015. De esta manera fueron incorporados al municipio las localidades y parajes de La Palma, Boquerón, Bola de Oro, Lunarejo, Brigada Civil, Piedra Blanca, Laureles, y Paraje Sauzal.

## Localidades y parajes
- Tranqueras (sede)
- La Palma
- Boquerón
- Bola de Oro
- Lunarejo
- Brigada Civil
- Piedra Blanca
- Laureles
- Paraje Sauzal

## Territorio y demografía
El territorio correspondiente a este municipio comprende un área total de 976.6 km², y alberga una población de 8190 habitantes de acuerdo a datos del censo del año 2011, lo que implica una densidad de población de 8.4 hab/km².

## Autoridades
La autoridad del municipio es el Concejo Municipal, compuesto por el Alcalde y cuatro Concejales.
Alcaldes según período:
| Nº | Alcalde                        | Partido             | Inicio del mandato      | Fin del mandato         | Observaciones     | Concejales                                                                              |
| -- | ------------------------------ | ------------------- | ----------------------- | ----------------------- | ----------------- | --------------------------------------------------------------------------------------- |
| 1  | Milton Gómez Soares Duarte     | Partido Colorado PC | 9 de julio de 2010      | 8 de julio de 2015      | Alcalde elegido   |                                                                                         |
| 2  | Milton Gómez Soares Duarte     | Partido Colorado PC | 9 de julio de 2015      | 26 de noviembre de 2020 | Alcalde reelegido | Ricardo Romero (PC) Lila Xavier Olivera (PC) Matías Acosta (PN) José Luis Silveira (PN) |
| 3  | Álvaro Luciano Viera Fernández | Partido Colorado PC | 27 de noviembre de 2020 | 2025                    | Alcalde electo    | Gustavo Piriz (PC) Alejandro Bartaburu (PC) Gesner Goméz (PC) José Luis Silveira (PN)   |